# 交響曲傳奇 -拉塔特斯克的騎士-
《交響曲傳奇 -拉塔特斯克的騎士-》是南夢宮萬代遊戲在日本於2008年6月26日所發售的Wii角色扮演遊戲。本作是《交響曲傳奇》（傳奇系列第5作）的續篇，舞台為兩年後的世界。《拉塔特斯克的騎士》中有全新的主角，而前作的人物也會登場，除了迷宮外，一部分地圖會承襲前作。主要的角色設計為奧村大悟，而負責《交響曲傳奇》的藤島康介亦會繼續參與角色設計。

## 登場人物
艾米爾·凱斯塔尼耶（Emil Castagnier，聲優：下野紘）
本作的主角。金髮綠眼（戰鬥時會變成紅色）、褐色皮膚持劍的少年劍士。因為在帕爾馬可斯塔發生的鮮血肅清而失去雙親，認定前作主角洛伊德是事件主謀因而對其恨之入骨。性格坦率純真，純真到別人說什麼也會相信，對自己的事猶豫不決。他本身是個膽小鬼，但為了守護瑪爾塔而契約成為「拉塔特斯克的騎士」；訂了契約後戰鬥時就會變成拉塔特斯克的個性（殘暴又冷血）。
瑪爾塔·路亞蒂（Marta Lualdi，聲優：釘宮理惠）
本作的女主角。青藍色眼睛，栗子色長髮，頭上左右各有一個白花髮飾（瑪爾塔說是母親結婚時配戴的人造花飾）。在宣傳短片中使用單手劍以及踢擊技作戰（在傳奇系列中少有沒有繼承妖精之血並在前線作戰的女主角）。因為大樹失控而失去母親，因此一開始非常憎恨身為神子的科蕾特。覺得艾米爾的性格像女孩子，但對他十分有好感。性格好勝，會明確表達自己的意見。對她來說艾米爾是她的「白馬王子」。
在她腰包上有在《深淵傳奇》中的妙所擁有的「術士之戒」。
她說艾米爾在以前曾經救過她，不過艾米爾本人沒有記憶就是了。
里希達·艾本（Richter Abend，聲優：濱田賢二）
暗紅色長髮、翠綠色眼睛、身穿貴族服裝的二刀流劍士。在艾米爾找尋「拉塔特斯克核心」的旅程中遇見的青年。為了達到目的而不擇手段，喜歡諷刺別人。乍看他非常冷淡，但十分注意艾米爾他們，在各事件上中幫助他們。
一開始遇到艾米爾時教導了他許多的戰鬥技巧。
非常憎恨拉塔特斯克，因為拉塔特斯克曾經殺了他重要的好友；不過對艾米爾卻意外的關心。
拉塔特斯克（Ratatosk，聲優：下野紘）
艾米爾的第二人格，性格冷血，異界之扉的守護者，曾經殺了里希達重要的好友-艾斯提諾（Aster），之後被里希達殺死，一度變成結晶-拉塔特斯克核心。後來瑪爾塔在危險時向拉塔特斯克核心祈求拉塔特斯克救她，得以復甦。
其實拉塔特斯克就是艾米爾、但艾米爾恢復記憶之前並不知情。

## 系統

### 戰鬥系統
戰鬥系統會採用「自由範圍線性動作戰鬥系統（FR-LMBS）」，在戰鬥中的地形存在各種屬性。而移動方式則放棄在世界地圖上自由走動，採用選擇據點方式來移動。新加入捕獲怪物功能，捕獲後的怪物能培育成為戰鬥隊員。

## 主題曲
- 歌名：「兩人三腳」（二人三脚）

歌：misono
作詞：misono、作曲：清水昭男、編曲：PLECTRUM

## 相關書籍
- （日語） Tales of Symphonia -拉塔特斯克的騎士- 精靈之書 （ISBN 978-4087794656）
- （日語） Tales of Symphonia -拉塔特斯克的騎士- 官方完整攻略本 （ISBN 978-4-902372-18-2）

## 外部連結
- （日語） 交響曲傳奇 -拉塔特斯克的騎士- 官方網頁
- （日語）傳奇系列官網連結 （页面存档备份，存于）
- （日語）NAMCO BANDAI Games Inc統合網站 （页面存档备份，存于）